# Raymond de Verninac-Saint-Maur
Pour l’article homonyme, voir Raymond de Verninac Saint-Maur.
Raymond de Verninac-Saint-Maur, né à Souillac en 1761 et mort en 1822, est un écrivain et diplomate français. Il est le premier préfet du département du Rhône.

## Biographie

### Enfance et famille
Raymond de Verninac est né à Souillac (Lot) le 8 janvier 1761. Il est le fils de Étienne de Verninac (1727-1801), qui ajouta Saint-Maur à son patronyme, nom d'une propriété de Pech Saint-Maur, et de Suzanne Jeanne de Montet (1731-1801), dont c’est le huitième accouchement sur treize. La famille de Verninac a donné plusieurs personnalités au XIXe siècle, avant de s'éteindre au cours du XXe siècle. Son neveu Raymond de Verninac Saint-Maur sera ministre de la Marine.

### Révolution
Raymond de Verninac-Saint-Maur est élève au collège de Brive-la-Gaillarde. Il poursuit ses études de droit à Paris. Il se fait connaître en publiant des poésies. Il est partisan de la Révolution. Louis XVI l’envoie en qualité de commissaire-médiateur, avec Lescène-Desmaisons et l’abbé Mulot, pour mettre fin aux troubles du Comtat Venaissin (partie du département de Vaucluse). Il publie un rapport de sa mission.

### Diplomate
En avril 1792, il est nommé ministre de France en Suède. Il est à Stockholm le 16 mai, le roi Gustave III vient juste d’être enterré. L’hostilité de la cour de Suède à la Révolution française conduit à ce qu'il soit rappelé en France, six semaines après la mort de Louis XVI, soit en mars 1793. En 1795, il est nommé envoyé extraordinaire à Constantinople. Il fut honoré par le grand Vizir. Il quitte Constantinople en novembre 1796. 

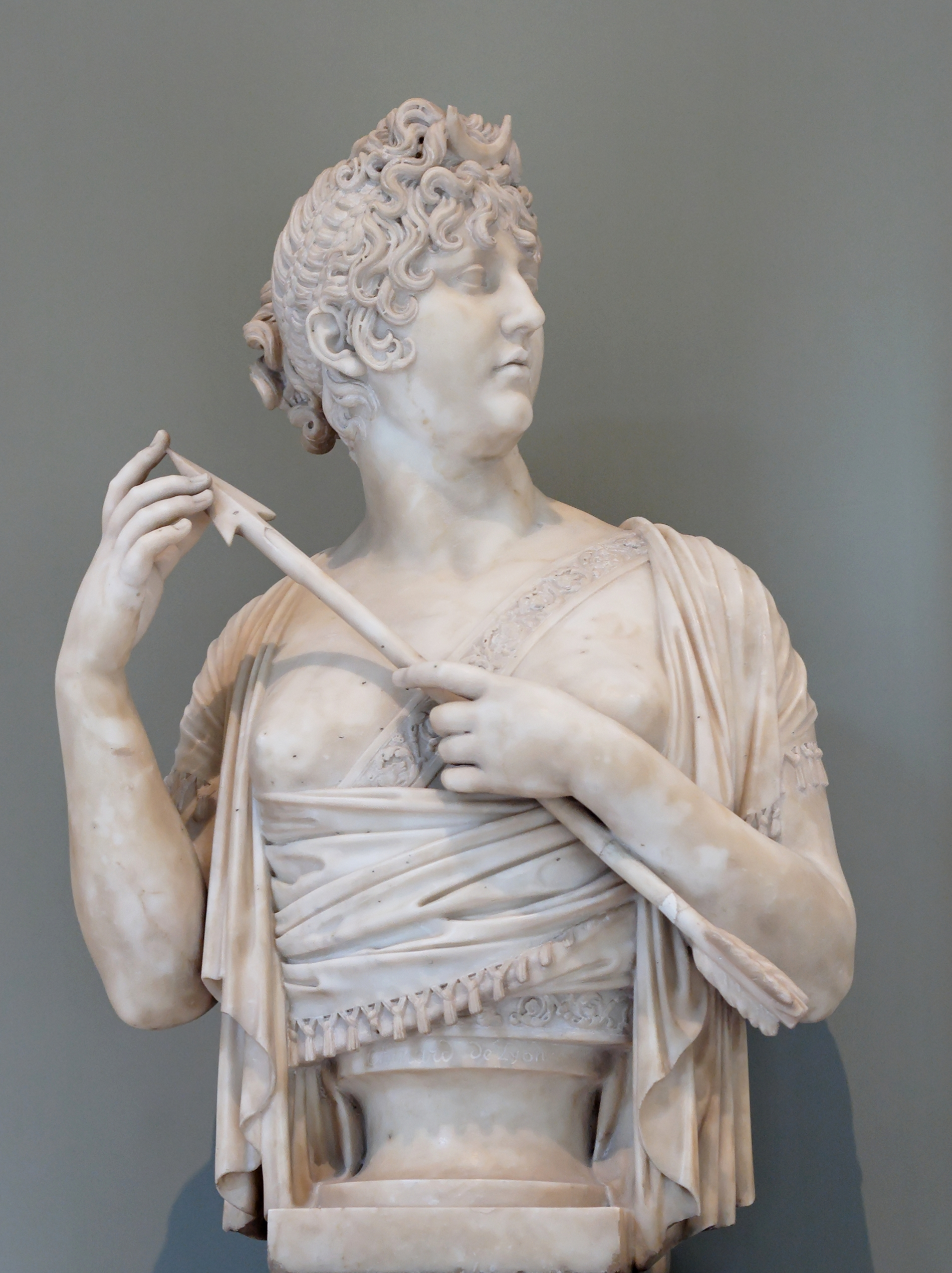
Henriette de Verninac en Diane par Chinard, musée du Louvre

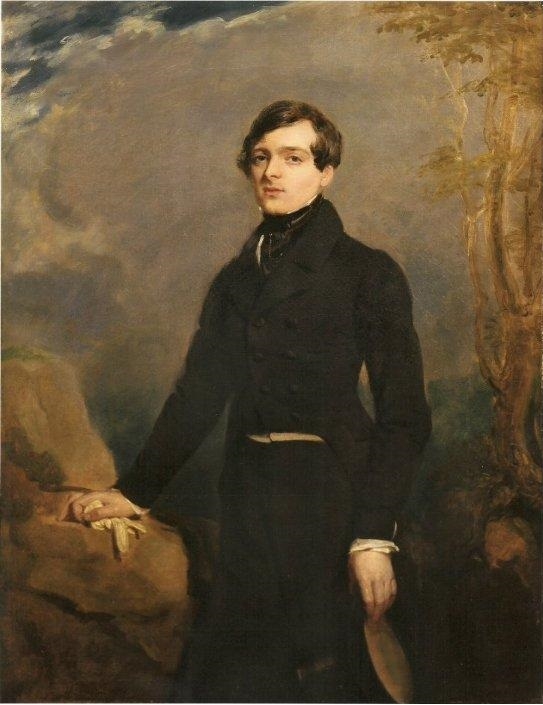
Le fils, Charles-Étienne-Raymond-Victor, peint par son oncle, Eugène Delacroix

### Mariage
Il est à Paris en mai 1797 et se marie avec Henriette Delacroix (dont le peintre Jacques-Louis David exécutera un portrait), fille de Charles-François Delacroix, sœur d’Eugène Delacroix.
Ils ont un fils, Charles Étienne Raymond Victor, né le 19 novembre 1803, qui sera également diplomate, et meurt en 1834.

### Préfet du Rhône
Verninac  est nommé, sous le Consulat, par Bonaparte préfet du Rhône le 3 mars 1800. Il s’y installe officiellement le 10 avril. la mission est difficile, après le soulèvement de Lyon contre la Convention nationale en 1793. Il s’en acquitte avec beaucoup de diplomatie. J.B. Dumas écrit « affable, prévenant, d’un accueil réservé, mais pourtant facile, écoutant les plaintes avec une constante sollicitude… il accordait avec empressement tout ce qu’il pouvait accorder… actif et grave il portait la même attention à toutes les affaires ».
Sa femme est remarquée : « le préfet n’allait pas loin chercher un des principaux ornements de ses fêtes : c’était Madame Verninac elle-même, douée d’une taille majestueuse et d’une grande beauté.». Les actions dans le Rhône sont  nombreuses : c'est pendant le mandat de préfet de Verninac qu'est entreprise la rénovation de tout l’espace situé entre le quai de la Saône au niveau du pont Bonaparte et la place Bellecour, rebaptisée alors Place Bonaparte. Verninac prend aussi la décision dès 1800 de faire renaître l’Académie des sciences, belles-lettres et arts de Lyon dissoute comme toutes les sociétés savantes en 1793. Il rédige un rapport descriptif de la situation physique et politique du département du Rhône.
Il quitte ses fonctions de préfet pour devenir, à Berne, ministre plénipotentiaire en Helvétie. C’est sa dernière fonction publique.
Verninac a du goût pour les lettres, lui-même est écrivain et, selon Michelet, il a inséré dans divers journaux et almanachs des poésies légères qui n’ont pas été recueillies en volume. Bonaparte le charge d’importantes négociations avec le Valais. 
Raymond de Verninac est disgracié en raison de ses opinions républicaines.
Son neveu Raymond de Verninac Saint-Maur commanda l’expédition chargée de ramener en France l’obélisque du temple de Louxor offerte à Louis-Philippe par Méhémet Ali.

## Sources
- Mémoires de la Société de l'histoire de Paris et de l'Île-de-France, Paris, Honoré Champion, 1902, p. 26.
- Henriette de Verninac ou l'histoire mouvementée du portrait de la sœur d'Eugène Delacroix par Jacques Louis David par Arlette Sérullaz dans le bulletin no 5 de la Société des Amis du Musée National Eugène Delacroix, mai 2007.
- Jacques-Alphonse Mahul, Annuaire nécrologique, ou Supplément annuel et continuation de toutes les biographies ou dictionnaires historiques, 3e année (1822), Paris, éd. Ponthieu, 1823 (lire en ligne), p. 213-215.
- Dominique Saint-Pierre, « Verninac, Raymond de », dans Dictionnaire historique des Académiciens de Lyon : 1700-2016, éd. ASBLA de Lyon, mars 2017, 1369 p. (ISBN 978-2-9559-4330-4, présentation en ligne), p. 1319-1322.